# Rada Kraju

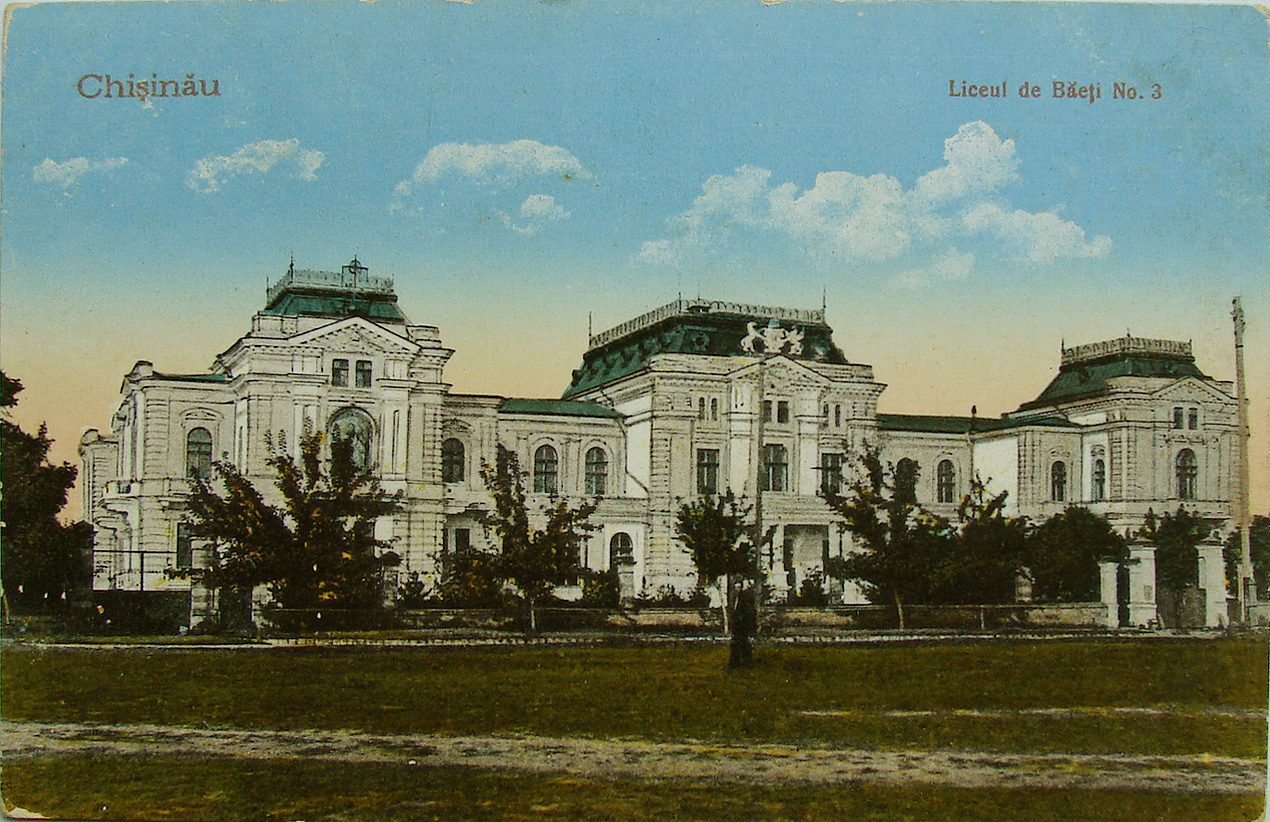
Budynek, w którym obradowała Rada Kraju, pocztówka z okresu międzywojennego

Rada Kraju (rum. Sfatul Țării) – zwołane jesienią 1917 r. ciało przedstawicielskie, złożone z reprezentantów grup etnicznych zamieszkujących Besarabię, które 2 grudnia tego samego roku proklamowało powstanie autonomicznej Mołdawskiej Republiki Demokratycznej uznającej zwierzchność rosyjskiego Rządu Tymczasowego, a następnie pełniło w nim funkcję władzy ustawodawczej. Również w grudniu tego roku Rada oficjalnie wezwała Rumunię do interwencji w Besarabii w celu powstrzymania mołdawskich bolszewików i odparcia ukraińskich roszczeń terytorialnych względem regionu. 24 stycznia 1918 r. Rada Kraju ogłosiła niepodległość Mołdawii, następnie 27 marca przegłosowała jej zjednoczenie z Rumunią pod rygorem zachowania szerokiej autonomii regionu i dokończenia w nim reformy rolnej. W grudniu 1918 r. dominujący w Radzie Kraju blok panrumuński zdecydował o wycofaniu się z tych żądań, natychmiastowym i bezwarunkowym przyłączeniu się do Rumunii oraz o rozwiązaniu mołdawskiego parlamentu.

## Tło wydarzeń. Sytuacja w Besarabii w 1917 r.
Terytorium między Dniestrem a Prutem zostało w 1812 odebrane Hospodarstwu Mołdawskiemu (lennikowi Imperium Osmańskiego) przez Imperium Rosyjskie na mocy traktatu w Bukareszcie, kończącego wojnę rosyjsko-turecką lat 1806–1812. Na obszarze tym utworzono w 1812 obwód besarabski, przekształcony w 1871 w gubernię besarabską. Po przegranej przez Rosję wojnie krymskiej w 1856 Rosja utraciła na rzecz Hospodarstwa Mołdawskiego Besarabię południową (Budziak - powiaty Izmaił, Bołgrad i Kaguł). Przyłączono je do Rosji ponownie w 1878 po wojnie rosyjsko-tureckiej (1877-1878) od Księstwa Rumunii, sprzymierzeńca Rosji w wojnie. Rumunia w zamian za terytorium Budziaku otrzymała północną Dobrudżę.

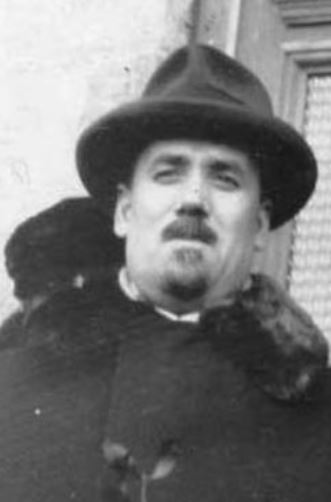
Pantelimon Halippa

Na początku XX w. w Besarabii zaczęły rozwijać się nowe ruchy polityczne. Część pochodzącej z regionu młodej inteligencji nawiązała kontakty z organizacjami w Jassach i Bukareszcie, przynosząc do Besarabii idee panrumuńskie. Inni młodzi intelektualiści w Moskwie i Petersburgu zetknęli się z ideami socjalistycznymi, żądaniami przeprowadzenia reformy rolnej i demokratyzacji Rosji. Ruchy te urosły w siłę zwłaszcza podczas rewolucji 1905 r. Mołdawska szlachta miała nadzieję na ograniczone ustępstwa caratu w sferze kulturalnej, nie życzyła sobie natomiast bardziej radykalnych przekształceń społecznych. Działały również ruchy nacjonalistyczne, skupiające zrusyfikowanych intelektualistów i nierosyjskich posiadaczy ziemskich, domagające się bezwzględnej walki zarówno z socjalistami, jak i nacjonalistami rumuńskimi. Dopiero w styczniu 1907 r. pojawiło się natomiast pierwsze pismo, "Moldovanul" ("Mołdawianin"), które głosiło hasła poprawy sytuacji ekonomicznej w regionie i odrodzenia narodowego ludności rumuńskojęzycznej (Mołdawian), ale bez haseł panrumuńskich, lecz z założeniem, że region pozostanie w Rosji. Pismo ukazywało się do października 1908 r. Pięć lat później w Besarabii pojawiło się kolejne pismo stawiające sobie za cel odrodzenie narodowe Mołdawian - Cuvăntul moldovenesc. Gazeta docierała do Besarabii z Jass, pisał do niej m.in. Pantelimon Halippa i inni działacze powstałego w czasie rewolucji 1905 r. Stowarzyszenia na rzecz Mołdawskiej Kultury Narodowej. 
Dalsze ożywienie dyskusji o przyszłości prowincji miało miejsce podczas I wojny światowej i po rewolucji lutowej i upadku caratu. W kwietniu 1917 r. Stowarzyszenie na rzecz Mołdawskiej Kultury Narodowej przekształciło się w Mołdawską Partię Narodową. Partia domagała się wprowadzenia powszechnego prawa do równego, bezpośredniego i tajnego głosowania, wolności słowa, prasy, zgromadzeń i wyznania, oczekiwała również, że eparchia kiszyniowska Rosyjskiego Kościoła Prawosławnego zostanie przekształcona w autokefaliczną Cerkiew, a w szkołach obowiązywał będzie język mołdawski (rumuński). Oczekiwano utworzenia własnego parlamentu Besarabii, ale w ramach federacji z demokratyczną Rosją. W Besarabii pojawili się także, zwłaszcza pod koniec 1917 r. pod wpływem przegranych Rumunii w I wojnie światowej, aktywiści polityczni z Rumunii, by działać na rzecz szerzenia wśród miejscowej ludności kultury rumuńskiej, poczucia łączności z Rumunami i ostatecznie doprowadzić do przyłączenia Besarabii do tego państwa.

## Działalność i postanowienia Rady Kraju
Latem 1917 r. coraz wyraźniejsze były w Besarabii wezwania - formułowane przez rady żołnierskie i różne stowarzyszenia polityczne - do sformułowania lokalnego parlamentu prowincji, działającego z uznaniem zwierzchności Rosji rządzonej przez Rząd Tymczasowy. Z konkretnym wnioskiem o utworzenie komitetu, który pokierowałby wyborami do takiego ciała, wystąpił mołdawski działacz narodowy Vladimir Hertza. W październiku 1917 r. w Kiszyniowie ponad 900 delegatów żołnierskich na specjalnym zjeździe ogłosiło, że gubernia besarabska ogłasza się autonomicznym państwem mołdawskim, którym zarządzać będzie Rada Kraju. 
138 członków Rady zostało wskazanych w wyborach pośrednich, przeprowadzanych na forum rad żołnierskich, organizacji chłopskich i innych stowarzyszeń. Obok stanowiących większość rumuńskojęzycznych Mołdawian do Rady wybrano także przedstawicieli mniejszości narodowych Besarabii w następującej proporcji: 
- 103 Mołdawian i Rumunów,
- 13 Ukraińców,
- 7 Rosjan,
- 6 Żydów,
- 5 Bułgarów,
- Ormianin,
- Polak[11].

Przewodniczącym Rady został eser Ion Inculeț, pełniący wcześniej funkcję oficjalnego przedstawiciela Rządu Tymczasowego w Besarabii. Jego zastępcą mianowano natomiast panrumunistę Pantelimona Halippę. Pierwsze posiedzenie Rady odbyło się 21 listopada 1917 r. w dawnym budynku III gimnazjum męskiego. 2 grudnia 1917 r. Rada proklamowała utworzenie autonomicznej Mołdawskiej Republiki Demokratycznej, uznającej zwierzchnictwo Rosji, ale przyjmując, że status Mołdawii w jej granicach powinien być porównywalny z przedrewolucyjnym statusem Wielkiego Księstwa Finlandii. Następnie parlament powołał rząd (Radę Dyrektorów Generalnych na czele z Pantelimonem Erhanem, współpracownikiem Inculța), przystąpił do prac nad ustawą o reformie rolnej i nad tworzeniem formacji zbrojnych republiki. 
Równolegle z mołdawskim ruchem narodowym w Besarabii rozwijały radykalne ruchy rewolucyjne, znajdujące sympatyków wśród żołnierzy walczących na froncie rumuńskim. Region zaczął stawać się ośrodkiem rewolucji społecznej, jej hasła były znacznie popularniejsze, niż narodowe hasła prorumuńskie. W związku z takim rozwojem sytuacji zwolennicy autonomii, obawiający się utraty kontroli nad sytuacją na rzecz powstających rad robotniczych, żołnierskich i chłopskich, a także możliwości przejęcia władzy w regionie przez bolszewików, zaczęli dopuszczać możliwość ogłoszenia niepodległości państwa mołdawskiego. Dążeniu do pełnej samodzielności sprzyjał także fakt, że narodowy ruch ukraiński, dążąc do budowy niepodległego państwa, domagał się, by Besarabia została do niego włączona. 

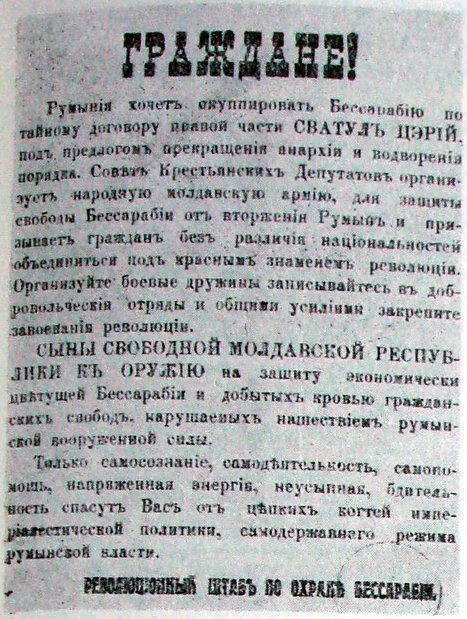
Ulotka bolszewicka wzywająca do stawiania oporu wojskom rumuńskim wkraczającym "na wezwanie prawego skrzydła Rady Kraju", 1918 r.

Besarabscy eserowcy z Inculțem na czele postanowili zjednoczyć siły z panrumunistami równocześnie przeciwko bolszewikom, roszczeniom ukraińskim, a także w obliczu niebezpieczeństwa, iż budowane dopiero państwo pogrąży się z chaosie. Pod koniec r. 1917 Halippa, Inculeț i ich frakcje zgodnie już wzywały Rumunię do interwencji w Besarabii. W Radzie Kraju funkcjonowała jednak także opozycja przeciwko wejściu Rumunów do Besarabii. Ostatecznie wojsko rumuńskie przekroczyło Prut jeszcze w grudniu 1917 r. i zaczęło faktycznie przejmować kontrolę w Mołdawskiej Republice Demokratycznej. Natychmiast doszło do konfliktów na tle jego postępowania, gdyż część rumuńskich oficerów na własną rękę zaczęła z powrotem przekazywać posiadaczom ziemskim ich majątki, które zostały samorzutnie przejęte przez zrewoltowanych chłopów. W wystosowanym do mołdawskiego społeczeństwa wyjaśnieniu Rada Kraju przekonywała, że Rumuni nie zostali zaproszeni, by okupować Mołdawię, ale po to, by odebrać bolszewikom kontrolę nad liniami kolejowymi na jej terytorium. Rząd Rumunii od początku natomiast zamierzał dzięki interwencji w Besarabii przyłączyć ten obszar do swojego państwa zgodnie z ideą Wielkiej Rumunii i zgromadzenia w jednym państwie ziem, na których większość mieszkańców mówiła po rumuńsku. W połowie stycznia 1918 r. Rumuni wkroczyli do Kiszyniowa. Pierwsza grupa została powstrzymana przez bolszewików, którzy następnie zwrócili się przeciwko Radzie Kraju, zmuszając ją 19 stycznia do zawieszenia prac. Większość deputowanych zaczęła ukrywać się przed rewolucjonistami, którzy na kilka dni faktycznie opanowali mołdawską stolicę. Prezydium Rady Kraju wezwało Rumunów do bardziej zdecydowanego zaangażowania. Do 27 stycznia, po trzydniowych walkach w stolicy, wojsko rumuńskie przejęło kontrolę nad Kiszyniowem, a następnie wyparło zbrojne oddziały bolszewików za Dniestr. 
24 stycznia 1918 r. w odpowiedzi na podtrzymywane przez Ukrainę roszczenia do ziem Mołdawii, Rada Kraju ogłosiła całkowitą niepodległość Mołdawskiej Republiki Demokratycznej, co stało się pod naciskiem Rumunów.  

## Głosowanie nad przyłączeniem Mołdawii do Rumunii

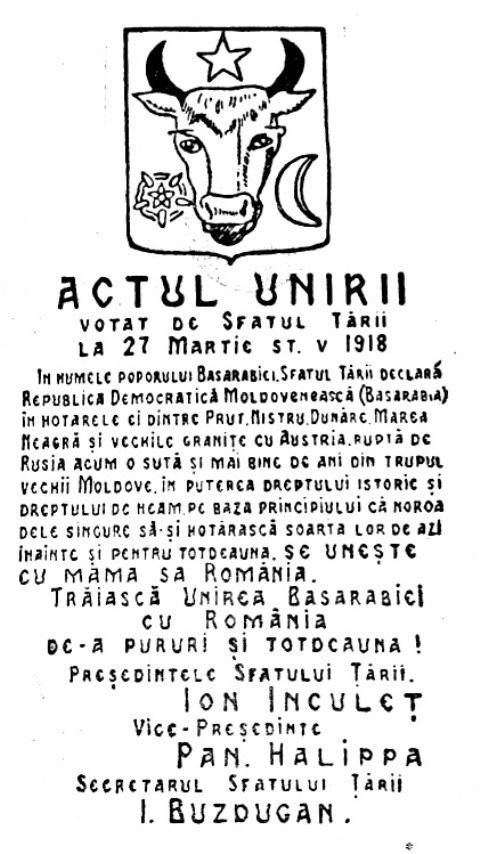
Akt przyłączenia Mołdawii do Rumunii przegłosowany 27 marca 1918 r.

27 marca 1918 r. Rada Kraju przeprowadziła głosowanie w sprawie przyłączenia Mołdawskiej Republiki Demokratycznej do Rumunii (oficjalnie nazywanego zjednoczeniem). Odbywało się ono pod bezpośrednią kontrolą rumuńskich wojsk przebywających w Kiszyniowie - samoloty wojskowe krążyły nad budynkiem parlamentu, a we foyer siedziby Rady na wynik głosowania oczekiwał premier Rumunii. Zdania w kwestii przyłączenia były wśród deputowanych podzielone; w zaistniałej sytuacji część z nich, zwłaszcza wielu reprezentantów mniejszości, postanowiła nie wziąć udziału w głosowaniu. Część parlamentarzystów w ostatniej chwili zgodziła się poprzeć unię, pod warunkiem obwarowania jej dodatkowymi zobowiązaniami ze strony Bukaresztu. Za zjednoczeniem oddano 86 głosów, przeciwko - trzy, natomiast 49 deputowanych wstrzymało się lub nie było obecnych na sali obrad. Rada Kraju wydała deklarację czternastu warunków, na jakich miała dokonać się unia. Regionalny parlament miał kontynuować działalność, Mołdawia miała zachować kontrolę nad lokalnym budżetem i administracją, Rumunia miała zobowiązać się do respektowania praw mniejszości etnicznych w Besarabii, a wszystkich uczestników walk i zamieszek w regionie podczas wojny i rewolucji miała obejmować amnestia. Najważniejszym jednak żądaniem było dokończenie wdrażania reformy rolnej, nad jaką pracowała Rada Kraju i jakiej domagała się ludność Mołdawii. 

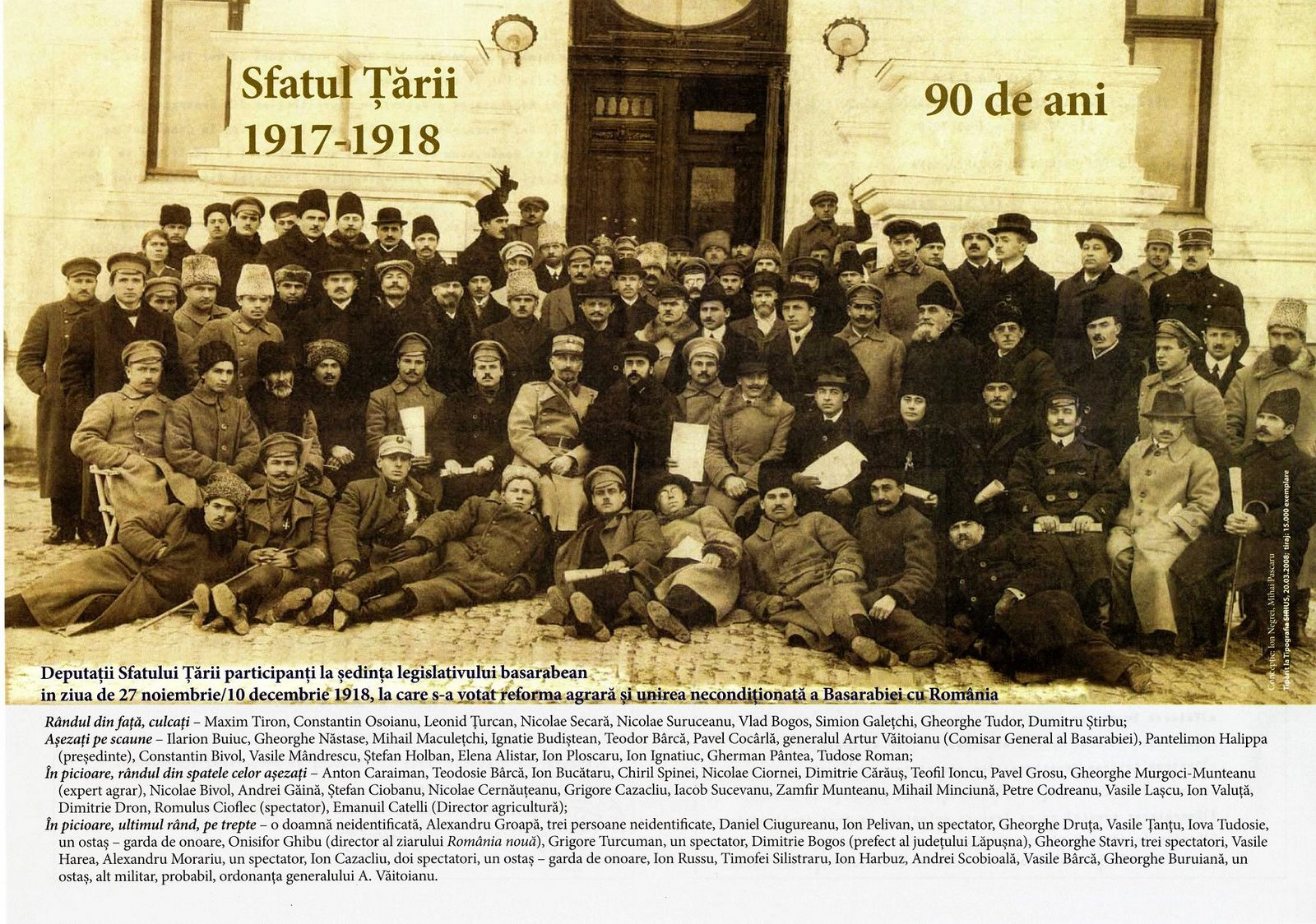
Członkowie Rady Kraju przed jej budynkiem w dniu głosowania o bezwarunkowym zjednoczeniu z Rumunią, grudzień 1918 r.

Ostatecznie warunki te nie zostały wprowadzone w życie. Jesienią 1918 r., wobec przyłączenia się do Rumunii Siedmiogrodu i Banatu, a także opanowania Bukowiny, panrumuniści z Rady Kraju na czele z Pantelimonem Halippą doprowadzili do tego, że również Mołdawia bez żadnych zastrzeżeń weszła w skład Wielkiej Rumunii. Przy braku kworum, w głosowaniu przeprowadzonym nocą, deputowani kierowanego przez Halippę tzw. Bloku Mołdawskiego przegłosowali natychmiastową unię z Rumunią, wycofanie się ze sformułowanych w marcu żądań, których spełnienie miało ją warunkować, a w związku z tym - samorozwiązanie Rady Kraju.